# PaLM
PaLM (Pathways Language Model) ist eine Gruppe von Google entwickelter Transformer-basierter Sprachmodelle. Im Januar 2023 meldete Die Zeit, dass Google auf seiner Website die Entwicklung eines neuen Chatbots namens PaLM mitgeteilt habe – „mit 540 Milliarden Schaltstellen, fast viermal so leistungsfähig wie LaMDA.“
Google Robotics, die Technische Universität Berlin und Google Research stellten im März 2023 das auf PaLM aufbauende neue KI-Modell PaLM-E vor, um mit Hilfe eines Transformers, der auf Bildverarbeitungsaufgaben wie Bilderkennung ausgerichtet ist, Sprache zu erzeugen, Bilder zu verstehen und beides zusammen für komplexe Roboterbefehle zu nutzen. Im Mai 2023 brachte Google die neue Version PaLM-2 auf den Markt. Dieses kam in der Folge unter anderem im Google-Chatbot Bard zum Einsatz. Der Nachfolger von PaLM ist Gemini.